# Temps blancs
 (février 2025).
Si vous disposez d'ouvrages ou d'articles de référence ou si vous connaissez des sites web de qualité traitant du thème abordé ici, merci de compléter l'article en donnant les références utiles à sa vérifiabilité et en les liant à la section « Notes et références ».
 (février 2025).
Motif : manque de sources démontrant l'admissibilité
- Archive Wikiwix
- Bing
- Cairn
- DuckDuckGo
- E. Universalis
- Gallica
- Google
- G. Books
- G. News
- G. Scholar
- Persée
- Qwant
- (zh) Baidu
- (ru) Yandex
- (wd) trouver des œuvres sur Wikidata

| 1. | Préciser le motif de la pose du bandeau. | Précisez le motif de la pose du bandeau en utilisant la syntaxe suivante : {{admissibilité à vérifier\|date=mars 2025\|motif=remplacez ce texte par le motif}}                    |
| 2. | Informer les utilisateurs concernés.     | Pensez à avertir le créateur de l'article, par exemple, en insérant le code ci-dessous sur sa page de discussion : {{subst:avertissement admissibilité à vérifier\|Temps blancs}} |

Temps blancs est un roman de science-fiction de l'écrivain français Jean-Marc Ligny, publié en 1979.

## Résumé
La Cité contrôle le temps et les habitants, tandis que la Périphérie, royaume des Mutants, lutte contre le chaos temporel. La Campagne, un rêve pour les uns et une réalité glaciale pour les autres, est constamment menacée par le froid. Entre déclin et espoir, les personnages cherchent à survivre et à découvrir un avenir meilleur dans un monde détraqué.

## Réceptions
Le livre fait partie des sélectionnés pour le Prix Rosny aîné en 1980.
Le roman a été chroniqué par Denis Guiot dans Fiction n°303, p. 156-157.
Le même Denis Guiot a écrit pour NooSFere :
« Malgré l'adéquation certaine entre le propos et la forme utilisée, la structure éclatée du récit ne m'a pas pleinement convaincu, de même que la sarabande des personnages, réduits souvent à un nom. Reproches mineurs malgré tout devant la maîtrise du roman et ses qualités d'écriture évidentes. »